# براد براونيل
براد براونيل (بالإنجليزية: Brad Brownell)‏ هو مدرب كرة سلة أمريكي، ولد في 15 نوفمبر 1968 في إيفانسفيل في الولايات المتحدة.

## روابط خارجية
- براد براونيل على موقع كلية كرة السلة في سبورتس رفرنس.كوم (الإنجليزية)